# Lijst van beschermd erfgoed in Crisnée
Onderstaande tabel geeft een overzicht van de beschermde erfgoederen in de gemeente Crisnée. Het beschermd erfgoed maakt deel uit van het cultureel erfgoed in België.
| Object | Bouwjaar/architect | Deelgemeente   | Adres                                 | Coördinaten                   | Nummer?                | Afbeelding |
| --- | ------------------ | -------------- | ------------------------------------- | ----------------------------- | ---------------------- | --- |
| Kerk Saint-Pierre (M) |                    | Thys           | Rue Louis Happart                     | 50° 43' 21" NB, 5° 23' 18" OL | 64021-CLT-0001-01 Info | Kerk Saint-Pierre (M) |
| Architecturaal geheel: kasteelhoeve (Rue J. Wauters 13); hoeve (Rue J. Wauters 12); beukeboom aan toegang van de kerk; voormalige pastorie; hoeve (Rue L. Happart 4) Geheel gevormd door de kerk, de kasteelhoeve en omgevende terreinen (S) |                    | Thys           | Rue Joseph Wauters, Rue Louis Happart | 50° 43' 25" NB, 5° 23' 16" OL | 64021-CLT-0002-01 Info | Architecturaal geheel: kasteelhoeve (Rue J. Wauters 13); hoeve (Rue J. Wauters 12); beukeboom aan toegang van de kerk; voormalige pastorie; hoeve (Rue L. Happart 4) Geheel gevormd door de kerk, de kasteelhoeve en omgevende terreinen (S) |
| Paardenkastanje en grenspaal (S) |                    | Fize-le-Marsal |                                       | 50° 42' 20" NB, 5° 22' 57" OL | 64021-CLT-0003-01 Info | |
| Toren van de oude kerk te Odeur (M) |                    | Odeur          | Rue Joseph Hamels                     | 50° 42' 21" NB, 5° 24' 56" OL | 64021-CLT-0005-01 Info | Toren van de oude kerk te Odeur (M) |